# اتحادیه مدیترانه
اتحادیه کشورهای دریای مدیترانه (به انگلیسی: Union for the Mediterranean) به اختصار UFM همکاری‌های چندجانبه ۴۳ کشور شامل ۲۷ کشور از اتحادیه اروپا و ۱۶ کشور از آفریقای شمالی، خاورمیانه و بالکان هستند